# Ким Кембел
Аврил Федра Даглас "Ким" Кембел (10. марта 1947) је канадска политичарка, дипломата, адвокат и писац која је била деветнаеста предсједница Канадске владе од 25. јуна 1993. године до 4. новембра 1993. године. Кембел је била прва и до сада једина женска предсједница владе Канаде.
Такође је била прва беби-бумерка на тој позицији и једина председница владе рођена у Британској Колумбији. Она је тренутно предсједавајућа за врховни суд Канаде.

## Младост
Кембелова је рођена у Порт Албернију,Британска Колумбија, као ћерка Филис "Лисе" Маргарет (1923–2013) и Џорџа Томаса Кембела (1920–2002), по занимању адвоката. Отац јој је био рођен у Монтреалу, у шкотској породици из Глазгова. Мајка их је напустила кад је Кембелова имала дванаест година, остављајући њу и сестру Алекс оцу на чување. Као тинејџер Кембелова је себе називала Ким.
Док је већ у свом дјетињству била домаћин и репортер на CBC програму Junior Television Club.
Кембел се са својом породицом преселила у Ванкувер гдје је похађала Prince of Wales Secondary School и била најбољи студент. Била је први женски предјсједник студената и дипломирала је 1964. године.